# Theo Schöller
Theodor Friedrich Schöller (* 18. Juni 1917 in Nürnberg; † 23. Juni 2004 ebenda) war ein deutscher Unternehmer. Im Jahr 1937 begann Theo Schöller zusammen mit seinem Bruder Karl in Nürnberg mit der Fabrikation von verpacktem Speiseeis.

## Leben

### Anfänge
Die Idee zur Produktion von Speiseeis entstand 1935 in einem Berliner Varieté. Der junge Theo Schöller, Sohn eines Nürnberger Büromöbel-Fabrikanten, der für die von seinem älteren Bruder Karl und ihm gegründete Firma Kinoreklame unterwegs war, um Aufträge zu akquirieren, erlebte, wie ein handliches Eis an einem Stiel gereicht wurde. Kurze Zeit darauf machte er bei einem Autorennen die Beobachtung, dass sich die handliche Schleckerei sehr gut verkaufte. Der Entschluss zur Firmengründung war gefasst. Gemeinsam mit seinem Bruder fabrizierte er auf dem elterlichen Grundstück in Handarbeit das erste „Steckerles-Eis“.
Er stellte ab 1936 Jopa Eis in Lizenz her. Den Geschmack der Nachkriegsgeneration traf seine Kreation eines rechteckigen Milcheises in den Geschmacksrichtungen Erdbeere, Vanille und Schokolade sowie ein rundes Wassereis mit Zitronengeschmack. Die auf 25 Köpfe angewachsene Belegschaft fertigte täglich bis zu 15.000 Eis am Stiel.
Theo Schöller wurde im Zuge des Zweiten Weltkrieges zuerst zum Arbeitsdienst und später auch zum Wehr- sowie Kriegsdienst eingezogen und kam erst im Herbst 1945 aus der Kriegsgefangenschaft zurück. Sein Bruder Karl erhielt hingegen als Unternehmensleiter von Schöller, welches kriegswichtige Tiefkühlkost produzierte, eine Unabkömmlichstellung.

### Aufstieg

Logo

Aus diesen Anfängen entstand in den 1950er Jahren nach dem Ausbau der Herstellung von Tiefkühlkost der Schöllerkonzern, der später der zweitgrößte deutsche Speiseeishersteller war. Bis 1955 war Karl Schöller noch Unternehmensleiter, aufgrund hoher Schulden zog er sich jedoch aus dem Unternehmen zurück und betrieb bis zu seinem Tod 1961 Gaststätten. Nach der Trennung leitete Theo Schöller das Unternehmen. Da Eis ursprünglich nur ein Sommerprodukt war, begann Schöller im Jahre 1957 zusätzlich mit der Produktion von Nürnberger Lebkuchen, um seine Mitarbeiter ganzjährig beschäftigen zu können. So erwarb er zunächst die Lebkuchenfabrik Scheidacker aus Fürth. Darüber hinaus übernahm er 1976 die Nürnberger Lebkuchenfabriken Haeberlein & Metzger und 1985 die Fa. Gebrüder Seim sowie 1991 den Aachener-Printen- und Lebkuchenhersteller Kinkartz KG aus Würselen. Zwischenzeitlich erweiterte Schöller ab 1982 diese Sparte um die Produktion von Tiefkühl-Backwaren.
Bei den Eisprodukten führte Theo Schöller bereits 1960 die Tiefkühlkost-Marke „Schöller“ ein, produzierte ab Mitte der 1970er-Jahre zusätzlich „Mövenpick“-Eis und kooperierte auch mit dem Konzern Jacobs Suchard. Theo Schöller gilt in der Region Nürnberg als eine der Symbolfiguren des deutschen Wirtschaftswunders, wie auch Max Grundig und Gustav Schickedanz.

### Partner und Verkauf

Logo von Nestlé-Schöller

Ende der 1980er-Jahre verkaufte Schöller 49 % seiner Anteile an die Südzucker AG in Mannheim, wobei beide Partner 1995 ihre Speiseeis-, Tiefkühl- und Backwarensparten in der neu gegründeten Schöller-Holding GmbH & Co KG zusammenschlossen, deren Aufsichtsratsvorsitzender Theo Schöller wurde. Im Rahmen einer Neuaufstellung dieses Unternehmens wurde dann 1998 zunächst die Backwaren-Sparte aufgegeben und an die Lambertz-Gruppe in Aachen verkauft. Schließlich erwarb 2002 der Schweizer Nestlé-Konzern die noch verbliebenen Sparten der Schöller-Holding.
Im Oktober 2016 fusionierte R&R Ice Cream mit der Eiscremesparte von Nestlé (u. a. Schöller) zum neuen Gemeinschaftsunternehmen Froneri Ltd. und firmierte im Zuge dessen 2017 zur Froneri Ice Cream Deutschland GmbH um.
Das letzte verbliebene Werk des früheren Eis-Imperiums Schöller in der Nürnberger Nordstadt wurde zum Jahreswechsel 2017/18 wegen veralteter Technik geschlossen.

### Lebensende

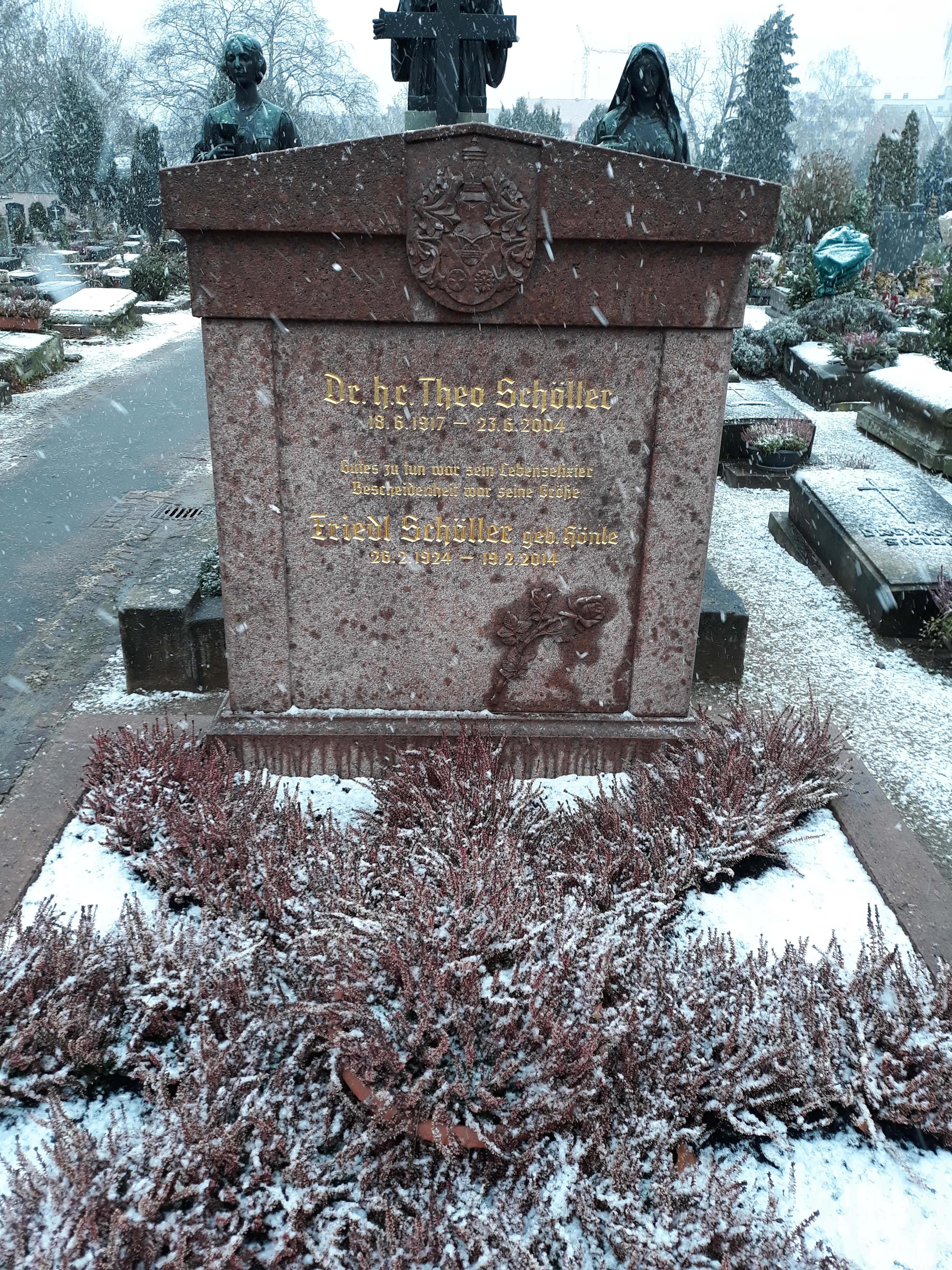
Das Grab von Theo Schöller und seiner Ehefrau Friedl auf dem Johannisfriedhof (Nürnberg).

Theo Schöller starb im Alter von 87 Jahren am 23. Juni 2004 in Nürnberg. Sein Grab befindet sich auf dem Johannisfriedhof (Nürnberg).

## Mäzenatentum
Bereits vor dem Ausstieg aus der Firma betätigten sich Schöller und seine zweite Ehefrau Friedl (1924–2014) als Mäzene und stifteten große Beträge für Medizin, Wissenschaft, soziale und kulturelle Belange.
Zum Kreis der Geförderten gehörten unter anderem die Nürnberger Oper, das Konservatorium, die Erlanger Universitätsbibliothek, die Herzchirurgie im Klinikum Nürnberg Süd und das Zentrum für Altersmedizin im Klinikum Nürnberg Nord.
Auch bei der Sanierung von Nürnberger Baudenkmälern half Schöller mit Geldspenden. Er hat darüber hinaus den Lehrstuhl für Technologie- und Innovationsmanagement an der Technischen Universität München gestiftet. Außerdem war er österreichischer Honorarkonsul.

## Ehrungen
- In Nürnberg ist ihm zu Ehren eine Hauptschule in der Nähe der von ihm gegründeten Firma benannt.
- 1997 wurde ihm der Ehrendoktortitel der Universität Erlangen-Nürnberg wegen seiner Verdienste um Lehre und Forschung verliehen.
- 1942 Eisernes Kreuz I. Klasse
- 1983 Verdienstkreuz 1. Klasse der Bundesrepublik Deutschland
- 1987 Bayerischer Verdienstorden
- 1987 Silbernes Ehrenzeichen für Verdienste um das Land Wien
- 1988 wurde er Ehrensenator der Friedrich-Alexander-Universität Erlangen-Nürnberg
- 1990 Honorarkonsul der Republik Österreich
- 1992 Großes Verdienstkreuz der Bundesrepublik Deutschland
- 1994 Staatsmedaille für besondere Verdienste um die bayerische Wirtschaft
- 1995 erhielt er die Bürgermedaille der Stadt Nürnberg.
- 1995 Großes Goldenes Ehrenzeichen für Verdienste um die Republik Österreich
- Seit 1995 ist Schöller Ehrenbürger der Stadt Namysłów.
- 1996 Großes Verdienstkreuz mit Stern der Bundesrepublik Deutschland
- 1997 Großes Verdienstkreuz des Niedersächsischen Verdienstordens
- Seit 1997 ist Schöller Ehrenbürger der Stadt Nürnberg.
- Auf der Nürnberger Rennstrecke Norisring wurde ein Streckenelement „Schöller-S“ getauft.
- 2002: Ehrenbürger der Technischen Universität München[11]